# Francisco Cabello Rubio

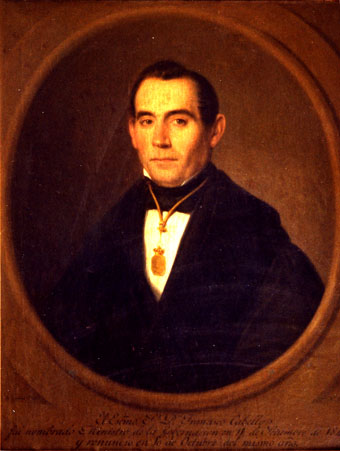
Francisco Cabello Rubio. Galería de ministros de la Gobernación, Madrid, Ministerio del Interior.

Francisco Cabello Rubio (Torrijo del Campo, Teruel, 7 de noviembre de 1802-Calatayud, 7 de febrero de 1851) fue un político y jurista español.

## Biografía
Fue un destacado miembro del Partido Progresista. Bajo la Regencia de María Cristina de Borbón-Dos Sicilias ejerció el cargo de jefe político en las provincias de Teruel y Castellón. Diputado por la circunscripción de Castellón en enero de 1840, ocupó brevemente el ministerio de la Gobernación en dos ocasiones ese mismo año, entre el 12 y el 29 de agosto, siendo jefe del gabinete Valentín Ferráz Barrauz, y del 11 al 16 de septiembre, en un Gobierno encabezado por Vicente Sancho. Con Espartero en la presidencia del Gobierno fue nombrado jefe político de Valencia en noviembre de 1840 y magistrado de la Audiencia de Madrid en enero de 1841. En 1841 fue elegido diputado por las circunscripciones de Teruel y Castellón, optando por el escaño correspondiente a esta última, y en enero de 1843 volvió a presentarse por ambas circunscripciones, consiguiendo el acta de diputado suplente por Castellón. Por la circunscripción de Teruel se había presentado dentro de una candidatura denominada «Candidatura del Progreso Legal» junto con Francisco Santa Cruz y Ramón María Temprado con quienes entre 1845 y 1846 publicó una Historia de la guerra última en Aragón y Valencia.
En 1847 fue designado por la reina Isabel II senador vitalicio.